# Hanusek

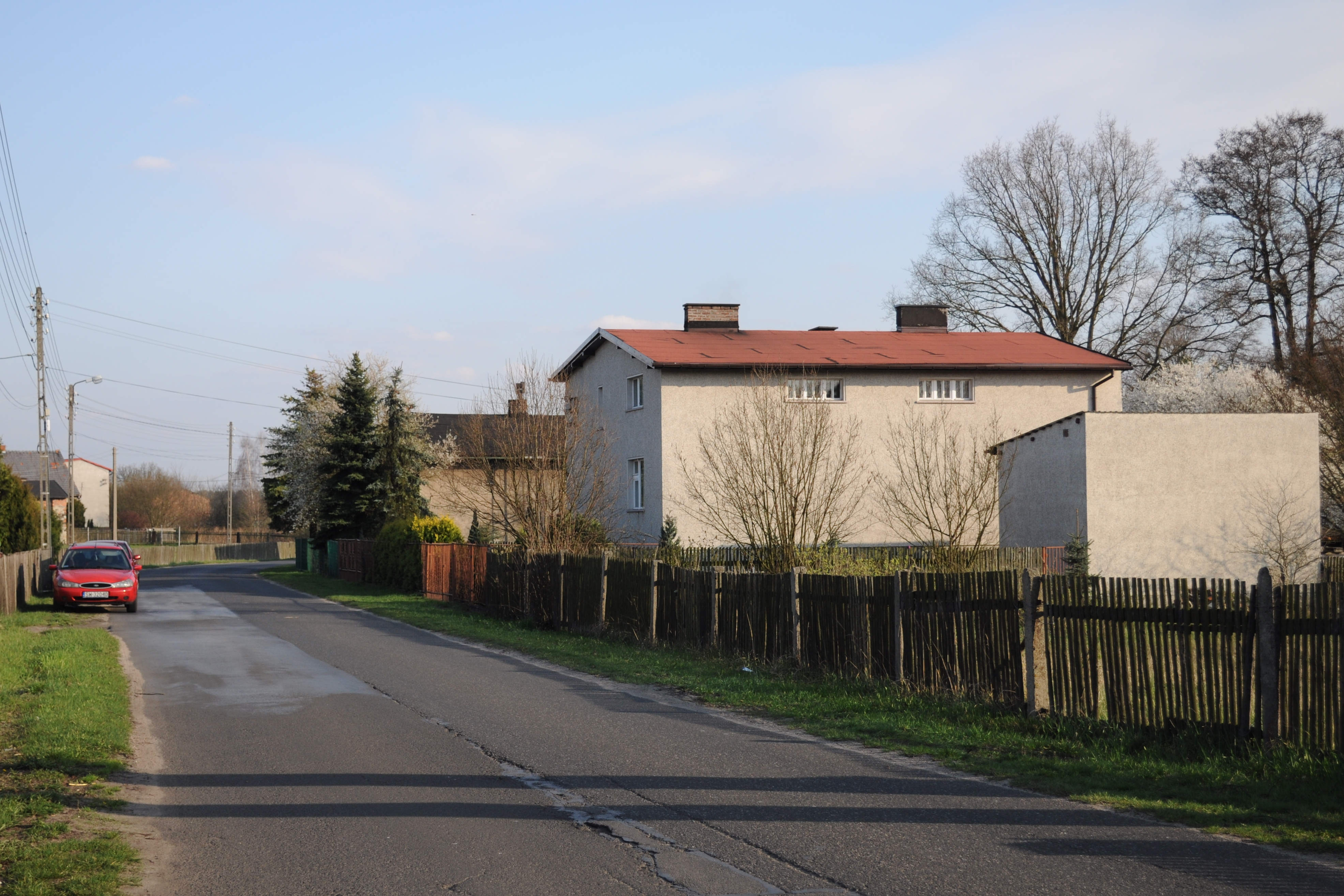
Ortsbild

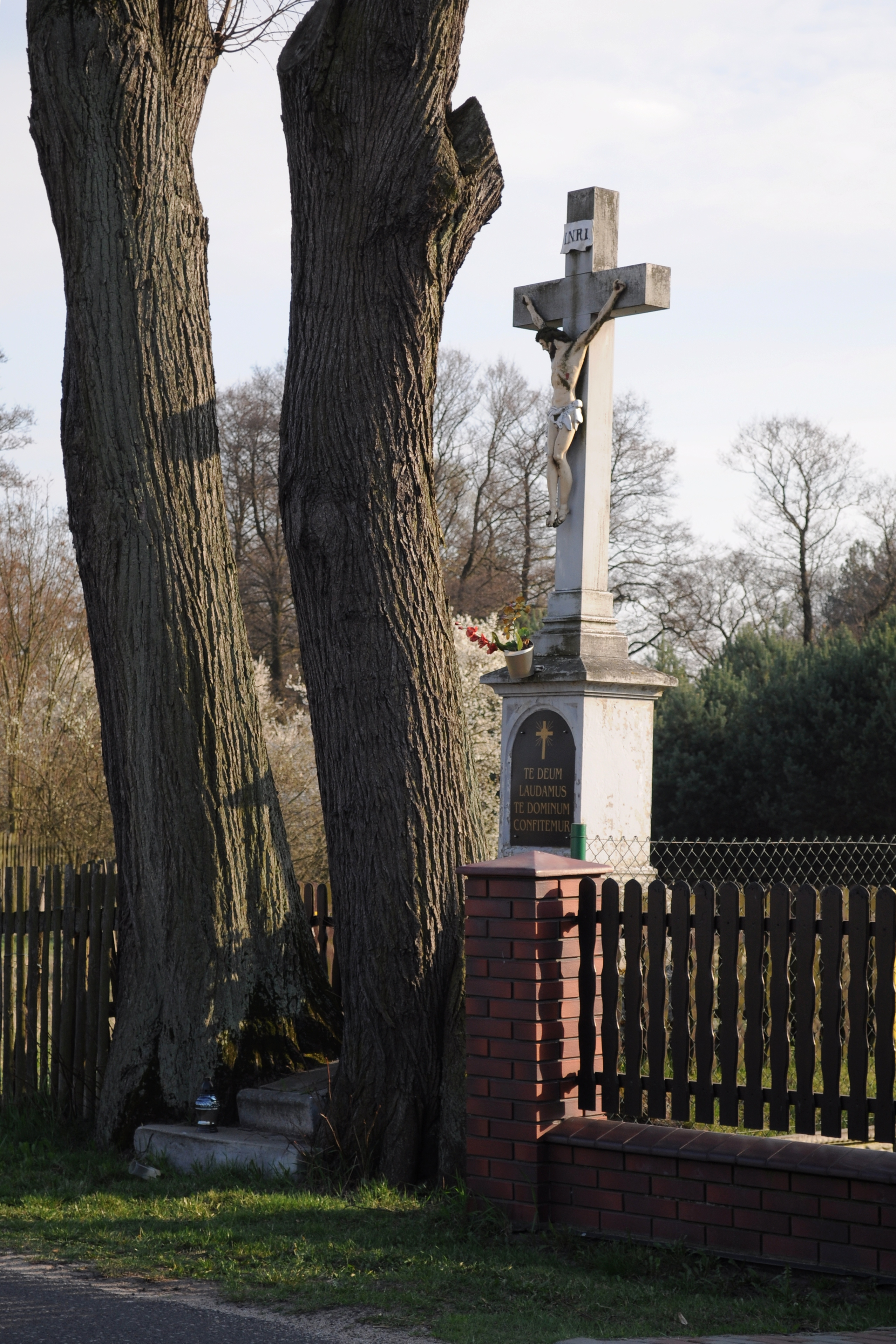
Wegkreuz

Hanusek (deutsch Hanussek, 1936–1945 Stollenwasser) ist eine Ortschaft in Oberschlesien. Sie liegt in der Gemeinde Tworóg (Tworog) im Powiat Tarnogórski (Kreis Tarnowitz) in der Woiwodschaft Schlesien.

## Geografie
Hanusek liegt sechs Kilometer südöstlich vom Gemeindesitz Tworóg, zehn Kilometer nordwestlich von der Kreisstadt Tarnowskie Góry (Tarnowitz) und 33 Kilometer nordwestlich von der Woiwodschaftshauptstadt Katowice (Kattowitz).
Durch den Ort fließen die Stoła (Stollenwasser) und die Graniczna Woda (Grenzwasser).

## Geschichte
Der Ort wurde 1783 im Buch Beytrage zur Beschreibung von Schlesien erwähnt. 1818 wurde der Ort als Kleinbergerhammer sowie ferner als Hanusseck erwähnt. Zudem wurde der Ort auch Kleiner Hammer genannt. 1865 bestand Hanussek aus einem Rittergut und einem Dorf. Zum Rittergut gehörte das Vorwerk Pustki. Das Dorf hatte drei Bauernstellen, 17 Gärtnerstellen, drei Häuslerstellen, ein Dominialgasthaus und eine Mühlenbesitzung sowie einen Zainhammer.
Bei der Volksabstimmung in Oberschlesien am 20. März 1921 stimmten 46 Wahlberechtigte für einen Verbleib bei Deutschland und 186 für Polen. Hanussek verblieb beim Deutschen Reich. 1936 wurde der Ort in Stollenwasser umbenannt. Bis 1945 befand sich der Ort im Landkreis Tost-Gleiwitz.
1945 kam der bisher deutsche Ort unter polnische Verwaltung und wurde in Hanusek umbenannt und der Woiwodschaft Schlesien angeschlossen. 1950 kam der Ort zur Woiwodschaft Kattowitz. 1999 kam der Ort zum wiedergegründeten Powiat Tarnogórski und zur neuen Woiwodschaft Schlesien.

## Sehenswürdigkeiten
- Wegkreuz

## Wappen
Das Wappen bzw. Siegel zeigt das Lamm Gottes mit einer Flagge.